# آلفاتار
آلفاتار شهری در استان سیلیسترا کشور بلغارستان است که جمعیت آن در سال ۲۰۰۱ میلادی ۱٬۷۶۱ نفر بوده‌است.